# Gezinsbemiddeling
Gezinsbemiddeling is een specifiek hulpverleningsaanbod voor mensen die een scheiding ernstig overwegen, beslist hebben te scheiden of die al gescheiden zijn.
Koppels wordt een forum aangeboden waarbinnen zij samen de nodige beslissingen kunnen nemen om de gevolgen van hun scheiding te regelen en hun leven, gescheiden van hun partner, te (re) organiseren.

## Vormen
Gezinsbemiddeling is ruimer dan echtscheidingsbemiddeling.  De gezinsbemiddelaar zal echtparen met scheidingsproblemen begeleiden, maar zal de echtscheiding ruimer zien, als een gezinsaangelegenheid.  Gezinsbemiddeling bestaat uit echtscheidingsbemiddeling, gezinscounseling en scheidingsbegeleiding.

### Echtscheidingsbemiddeling
Bij een echtscheiding wordt een gezin door een onafhankelijke derde in zijn geheel begeleid tot een duurzaam akkoord wordt bereikt dat voor zo veel mogelijk mensen aanvaard is, niet het minst voor de kinderen.  
De koppels vinden zelf de oplossingen, en er wordt gepoogd zo veel mogelijk in onderlinge verstandhouding uit elkaar te gaan en na de scheiding de opvoeding van de kinderen op een zo harmonisch mogelijke wijze ter harte te nemen.  Dat dit lang niet evident is, is duidelijk.

### Gezinscounseling
Het verwerkingsproces van de (dreigende) echtscheiding komt vooral ter sprake bij de gezinscounseling.  Een gezinsbemiddelaar helpt mensen ethisch en efficiënt onderhandelen, zodat ze zelf in onderling overleg tot akkoord komen.  

### Scheidingsbegeleiding
De scheidingsbegeleider helpt mensen om de conflicten in hun partnerrelatie uit te klaren en eventueel te komen tot een scheidingsbelissing.  Hier gaat het vooral om de psychosociale verwerking en het reorganiseren van het nieuwe leven na de echtscheiding.

## Doel
Gezinsbemiddeling wil een lange, pijnlijke scheiding vol procedurestrijd vermijden.  
Wanneer er open en eerlijk met elkaar gecommuniceerd wordt, en afspraken nageleefd worden, en wanneer die afspraken rekening houden met de behoeften en belangen van alle betrokken partijen, is de gezinsbemiddeling al ten dele geslaagd.  
Maar uiteindelijk blijft het welzijn van de kinderen van het grootste belang tijdens en vooral na de scheiding.

## Principes
Gezinsbemiddeling gaat uit van een aantal fundamentele principes waarvan de meeste terugkomen in andere vormen van psycho-sociale en maatschappelijke hulp - en dienstverlening.
- Autonomie

- Vrijwilligheid

- Vertrouwelijkheid

- Meerzijdige partijdigheid

- Flexibiliteit

- Gelijkwaardigheid